# B-alive!
b-alive!（ビーアライブ！）は、株式会社alive productionsが運営する、ライブハウスで行われるパフォーマンスに特化した動画配信サービス・プラットフォームである。
2017年1月現在、テスト期間を終えた為に配信停止中。

## サービス概要
b-alive!は全国各地のライブハウスで行われるパフォーマンスをインターネットを通じて動画配信するオンライン情報サービスである。
3台のカメラで撮影されたHD画質の映像を3本同時に配信し、視聴者がカメラアングルの切り替え/ズームイン（アウト）などの操作が可能である点がb-alive!の特徴である。
b-alive!ではYouTube等に代表される無料配信・広告モデルと異なり、視聴者に対して課金し、アーティストおよびライブハウスに分配されるレベニューシェアモデルを採用している。
2015年9月より過去のパフォーマンス動画を配信するビデオ・オン・デマンド(Video On Demand)サービスを開始している。
CEO/プロデューサーを務める星克典は米国バークリー音楽大学在学中からミュージシャンとして活動、EMI、ワーナーミュージック・ジャパン、BMG JAPAN等から4枚のアルバムをリリース。その後サウンド・プロデューサーとしてMISIA、Calyn、TIGERへの楽曲提供はじめ多くのアーティスト、ジャストシステムをはじめとしたソフト／ゲーム音楽、その他数多くのプロジェクトに携わりその楽曲はCM、TV番組等にも多数使用されている。
また、2011年日本のPOPを海外に向け発信するプロジェクト「Nippop」を立ち上げSYNC MUSIC JAPANと連携。NHKグループのJIBとインターネットラジオの展開、国際的イベント「SAYONARA国立競技場 JAPAN NIGHT」にも協力。世界へ日本のアーティストを発信するプラットフォームとしても注目されている。

## b-alive!サービス導入済みライブハウス
- 下北沢GARAGE
- 下北沢GARDEN
- 札幌Link’s HALL